# Otto von Corvin
Pour les articles homonymes, voir Corvin.
Otto von Corvin (nom de baptême complet : Otto Julius Bernhard von Corvin-Wiersbitzki ), né le 12 octobre 1812 à Gumbinnen et mort le 1er mars 1886 à Wiesbaden, est un journaliste libéral allemand. Engagé dans les insurrections de 1848 en Alsace et en Bade, il est passé à la postérité pour son pamphlet anticlérical, Le Miroir des Prêtres (Der Pfaffenspiegel), portrait à charge du catholicisme. Il est correspondant de guerre pendant la guerre de Sécession.

## Biographie

### Jeunesse
Corvin, issu d'une famille polono-prussienne, est le fils du receveur des postes de Gumbinnen, Heinrich von Corvin-Wiersbitzki (de), et de Catharina-Wilhelmine Mandel. En 1817 ses parents divorcent.
En tant que fils d'un commandant, il peut fréquenter l'école des cadets à Berlin et Potsdam. En 1830 il est affecté à Mayence puis Sarrelouis avec le grade de lieutenant.

### Du journalisme à la politique
Il subvient à ses besoins en travaillant comme nègre et rédacteur en chef d'une revue pour chasseurs. Avec Friedrich Wilhelm Held (de), il crée le magazine Locomotive, et se fait ainsi connaître du cercle littéraire de  Leipzig. Il se rallie aux cercles libéraux-démocrates et anticléricaux. À la suite des débats suscités par la Procession de Trèves (de) et la présentation de la « Sainte Tunique du Christ », Corvin publie le pamphlet qui le rendra célèbre, Le Miroir des Prêtres (1845).
En 1839, Corvin se marie à Francfort-sur-le-Main avec Hélène Peregrin-Cardini, fille d'un négociant. Ils n'auront pas d'enfants.
Corvin accueille les insurrections de 1848 avec enthousiasme. Membre fondateur de la Deutsche Demokratische Legion, il est élu en 1848 chef d'État-major par les insurgés d’Alsace et de Bade. Mais le 23 juillet 1849, il doit capituler et remettre la forteresse de Rastatt à l'armée prussienne. Condamné à mort le 15 septembre 1849 par une cour martiale, il est gracié et sa peine commuée à six ans de détention, qu'il effectue à la maison d'arrêt de Bruchsal.

### En exil
Peu après sa relaxe, en 1855, Corvin quitte l’Allemagne pour la Grande-Bretagne et s’établit comme journaliste indépendant. En 1861, l’Augsburger Allgemeine le prend comme correspondant à New York, où il s'engage politiquement et socialement. Correspondant de guerre de plusieurs journaux européens pendant la Guerre de Sécession, il passe plusieurs mois sur le front au péril de sa vie.
Il travaille désormais pour des journaux célèbres : The Times, le New York Times, l’Allgemeine Zeitung, ou encore le magazine de Charles Dickens : Household Words et Die Gartenlaube. De retour en Europe continentale (1874), il s'installe à Wertheim et travaille pour la Neue Freie Presse de Vienne. Il est nommé correspondant à Leipzig, puis prend sa retraite et s'installe à Wiesbaden. C'est dans cette ville qu'il meurt le 1er mars 1886. Il est inhumé au cimetière du Nord de Wiesbaden.

## Œuvres
- Illustrierte Weltgeschichte für das Volk (1.1844 - 4.1851)
- Historische Denkmale des christlichen Fanatismus (1845) (publiés à partir de 1868 sous titre de Pfaffenspiegel, avec l'ancien titre au-dessous. - Munich, éd. Heyne, 1982. -  (ISBN 3-453-50019-9) <Repr. d. Ausg. Rudolstadt 1885>)
- Die Geissler, Leipzg, 1860 (réimpr. : Scherte/Ruhr : Freistühler, 1975.  (ISBN 3-87237002-2))
- Erinnerungen eines Volkskämpfers (1861)
- Aus dem Zellengefängnis. Briefe aus bewegter, schwerer Zeit 1848-1856 Leipzig, Verlag von Wilhelm Friedrich o.J. (ca. 1884). 546 pages.
- Die Heilige Familie